# Waterpolo Messina 2015-2016

## Rosa
| N° |                   | Ruolo | Giocatore         |
| -- | ----------------- | ----- | ----------------- |
|    | Italia (bandiera) | P     | Giulia Gorlero    |
|    | Italia (bandiera) | P     | Silvia Laganà     |
|    | Italia (bandiera) | D     | Alessia Morvillo  |
|    | Italia (bandiera) | D     | Federica Radicchi |
|    | Italia (bandiera) | D     | Laura Arruzzoli   |
|    | Italia (bandiera) | D     | Sara Zaffina      |
|    | Italia (bandiera) | CV    | Bianca Majolino   |

| N° |                    | Ruolo | Giocatore         |
| -- | ------------------ | ----- | ----------------- |
|    | Italia (bandiera)  | A     | Simona D'Agata    |
|    | Italia (bandiera)  | A     | Silvia Bosurgi    |
|    | Italia (bandiera)  | A     | Arianna Garibotti |
|    | Italia (bandiera)  | A     | Teresa Marchetti  |
|    | Italia (bandiera)  | A     | Ursula Gitto      |
|    | Italia (bandiera)  | CB    | Rosaria Aiello    |
|    | Brasile (bandiera) |       | Marina Zablith    |

| Allenatore: | Maurizio Mirarchi |

## Mercato
| Acquisti | Acquisti       | Acquisti        | Acquisti |
| R.       | Nome           | da              |          |
| -------- | -------------- | --------------- | -------- |
| P        | Giulia Gorlero | Imperia         |          |
| D        | Sara Zaffina   | Cosenza         |          |
| CV       | Laura Lopez    | LMU Los Angeles |          |
|          | Marina Zablith |                 |          |

| Cessioni | Cessioni    | Cessioni       | Cessioni |
| R.       | Nome        | a              |          |
| -------- | ----------- | -------------- | -------- |
| CV       | Laura Lopez | fine contratto |          |

## Risultati

### Serie A1

#### Girone di andata
| Arbitri: | Gianluca Centineo Alessio Magnesia |

|                                           |           |                                 |
| Radicchi: 2 Gitto, Morvillo, Garibotti: 1 | Marcatori | 2: Bartolini 1: Tabani, Albiani |

| Arbitri: | Fabio Brasiliano Massimiliano Sponza |

|                                   |           |                                                              |
| Pustynnikova, Mori, Bencardino: 1 | Marcatori | 7: Garibotti 3: Radicchi 2: Bosurgi 1: Lopez, Gitto, Zaffina |

| Arbitri: | Giovanni Lo Dico Mauro Luciani |

|                                                     |           |                |
| Aiello: 7 Gitto, Morvillo, Garibotti: 2 Radicchi: 1 | Marcatori | 1: Rendo, Mina |

| Arbitri: | Mario Bianchi Giovanni Del Bosco |

|                                                                       |           |                                            |
| Garibotti: 5 Radicchi: 4 Morvillo, Aiello: 2 Lopez, Gitto, D'Agata: 1 | Marcatori | 4: Monaco 2: Acampora 1: Tortora, Centanni |

| Arbitri: | Massimiliano Ruscica Massimo Savarese |

|                                 |           |                                                    |
| Zanetta, Tankeeva, Crisucolo: 1 | Marcatori | 3: Bosurgi 2: Garibotti 1: Gitto, Morvillo, Aiello |

| Arbitri: | Massimiliano Caputi Stefano Ricciotti |

|                                                                 |           |                                                                   |
| Bosurgi: 4 Morvillo, Radicchi, Garibotti, R. Aiello: 2 Lopez: 1 | Marcatori | 3: Di Mario 2: Greenwood, Marletta, Riccioli 1: Grillo, G. Aiello |

| Arbitri: | Luca Bianco Giuseppe Fusco |

|                                                                  |           |                               |
| Barzon: 4 M. Savioli, Queirolo: 2 I. Savioli, Gottardo, Millo: 1 | Marcatori | 2: Gitto 1: Garibotti, Aiello |

| Arbitri: | Giovanni Del Bosco Stefano Riccitelli |

|                                                                |           |                                                      |
| Radicchi: 4 Garibotti, Bosurgi: 3 Aiello: 2 Gitto, Morvillo: 1 | Marcatori | 4: Motta 1: Marani, Nicolai, Pomeri, Presta, De Cuia |

| Arbitri: | Alessandro Marongiu Cristina Taccini |

|                                                     |           |                                             |
| Viacava, Boero, Rambaldi, Cocchiere, Frassinetti: 1 | Marcatori | 2: Bosurgi 1: Morvillo, Radicchi, Garibotti |

#### Girone di ritorno
| Arbitri: | Domenico Rotondano Massimiliano Ruscica |

|                             |           |                                                      |
| Lapi, Albiani, Bartolini: 1 | Marcatori | 3: Bosurgi 2: Garibotti 1: Zablith, Radicchi, Aiello |

| Arbitri: | Mario Bianchi Giuseppe Ibba |

|                                                                  |           |                                       |
| Garibotti: 5 Aiello: 4 Radicchi, Bosurgi: 2 Morvillo, D'Agata: 1 | Marcatori | 2: Pustynnikova 1: Borriello, Cuzzupè |

| Arbitri: | Luigi Barletta Andrea Zedda |

|                                            |           |                                                                  |
| Budassi: 3 Verducci: 2 Zimmerman, Lenzi: 1 | Marcatori | 6: Garibotti 3: Aiello 2: Zablith, Radicchi 1: Morvillo, D'Agata |

| Arbitri: | Marco Cataldi Antonio Pascucci |

|                                                      |           |                                                               |
| Acampora, Centanni: 2 Monaco, Migliaccio, Foresta: 1 | Marcatori | 6: Garibotti 3: Zablith, Gitto 2: Aiello 1: Radicchi, Bosurgi |

| Arbitri: | Giovanni Lo Dico Alessio Magnesia |

|                                                                        |           |                      |
| Gitto: 4 Garibotti: 3 Zablith: 2 Radicchi, D'Agata, Aiello, Bosurgi: 1 | Marcatori | 2: Avegno, Criscuolo |

| Arbitri: | Gianluca Centineo Riccardo D'Antoni |

|                                 |           |                                                      |
| Marletta: 2 Grillo, Palmieri: 1 | Marcatori | 4: Garibotti 3: Radicchi, Aiello 2: Gitto 1: Bosurgi |

| Arbitri: | Filippo Gomez Attilio Paoletti |

|                                                      |           |                                                         |
| Zablith: 3 Morvillo, Radicchi, Garibotti, Bosurgi: 1 | Marcatori | 2: Barzon, M. Savioli, Queirolo 1: I. Savioli, Robinson |

| Arbitri: | Francesco Romolini Alessandro Severo |

|                                     |           |                                                              |
| Motta, De Cuia: 2 Citino, Pomeri: 1 | Marcatori | 3: Garibotti 2: Radicchi, Aiello 1: Zablith, Gitto, Morvillo |

| Arbitri: | Giovanni Del Bosco Alessio Magnesia |

|                               |           |                                         |
| Gitto, Garibotti: 2 Aiello: 1 | Marcatori | 2: Rambaldi, Cocchiere 1: Dufour, Millo |

#### Playoff - Semifinali
| Arbitri: | Cristina Taccini Massimo Calabrò |

|                                                               |           |                                                   |
| Garibotti: 5 Gitto: 4 Aiello: 2 Zablith, Morvillo, D'Agata: 1 | Marcatori | 3: Rogondino 2: Millo, Cocchiere 1: Dufour, Boero |

#### Playoff - Finale Scudetto
| Arbitri: | Cristina Taccini Raffaele Colombo |

|                                          |           |                                       |
| Barzon, Savioli: 2 Millo, Lascialandà: 1 | Marcatori | 1: Gitto, Morvillo, Radicchi, Bosurgi |

### Coppa Italia

#### Prima Fase
Tre gruppi da tre e quattro squadre ciascuno: Il Messina è incluso nel Gruppo C, disputato a Catania.
| Arbitri: | Mario Bianchi Giovanni Lo Dico |

|                              |           |                                                        |
| Bosurgi: 3 Gitto, D'Agata: 2 | Marcatori | 2: Citino, Nicolai, Presta, D'Amico 1: Marani, De Cuia |

| Arbitri: | Federico Braghini Giovanni Lo Dico |

|                                                                |           |                                   |
| Monaco, Acampora: 3 Anastasio: 2 Mazzola, Foresta, Centanni: 1 | Marcatori | 4: Morvillo 3: Bosurgi 1: Villari |

| Arbitri: | Giovanni Del Bosco Giovanni Lo Dico |

|                                                               |           |                                                             |
| Marletta: 2 Lombardo, Grillo, Amadeo, Riccioli, Santapaola: 1 | Marcatori | 3: Bosurgi 2: Morvillo, Marchetti 1: Lopez, Gitto, Majolino |

#### Seconda Fase
Tre gruppi da tre e quattro squadre ciascuno: si qualificano alla Final Six le prime due di ciascun gruppo. Il Messina è incluso nel Gruppo C, disputato a Cosenza
| Arbitri: | Bruno Navarra Francesco Barbera |

|                                                               |           |                                        |
| Marletta: 4 Grillo: 2 Campione, Palmieri, Amedeo, Riccioli: 1 | Marcatori | 3: D'Agata 2: Gitto, Morvillo, Bosurgi |

| Arbitri: | Attilio Paoletti Bruno Navarra |

|                                         |           |                                                                       |
| Villari, Marchetti, Bosurgi: 2 Gitto: 1 | Marcatori | 3: Marani 2: Koide, Bonaparte, R. Motta 1: S. Motta, Nicolai, De Cuia |

| Arbitri: | Francesco Barbera Stefano Ricciotti |

|                                  |           |                                                                             |
| Bosurgi: 6 D'Agata, Marchetti: 1 | Marcatori | 3: Centanni 2: Foresta, Esposito 1: Monaco, Anastasio, Migliaccio, Vitiello |

### LEN Euro League Women

#### Girone preliminare
Quattro gruppi da quattro e cinque squadre ciascuno: si qualificano ai quarti di finale le prime due di ciascun gruppo. La Despar Messina è incluso nel Gruppo D, nel concentramento di Lilla.
| Lilla 5 febbraio 2016, ore 20:00 CET 1ª partita                                                                  | Lilla     | 7 – 9 (3-0; 1-3; 1-3; 2-3) referto                 | Messina | Piscina Marx Dormoy |
| \| \| \| \| \| Hansen: 4 Tzima: 2 Smith: 1 \| Marcatori \| 3: Zablith 2: D'Agata, Aiello 1: Morvillo, Bosurgi \| |           |                                                    |         |                     |
| |           |                                                    |         |                     |
| Hansen: 4 Tzima: 2 Smith: 1                                                                                      | Marcatori | 3: Zablith 2: D'Agata, Aiello 1: Morvillo, Bosurgi |         |                     |

| Arbitri: | Andrej Franulović Marcela Mauss |

|                                 |           |                                                                                    |
| Garibotti: 3 Gitto, Morvillo: 1 | Marcatori | 2: Cordobes Navarro, Peña Carrasco, Forca 1: Ortiz Reyes, O'Donnell, Pareja, Espar |

| Arbitri: | Andrej Franulović Ioanis Chatzianastasiou |

|                               |           |                                                           |
| Aiello: 3 Gitto: 2 Bosurgi: 1 | Marcatori | 3: Tarrago 2: Cambray Alvarez 1: Benekou, Meseguer Flaque |

## Statistiche

### Statistiche di squadra
- Statistiche aggiornate al 22 maggio 2016.

| Competizione          | Punti | In casa | In casa | In casa | In casa | In casa | In casa | In trasferta | In trasferta | In trasferta | In trasferta | In trasferta | In trasferta | Neutro | Neutro | Neutro | Neutro | Neutro | Neutro | Totale | Totale | Totale | Totale | Totale | Totale | DR  |
| Competizione          | Punti | G       | V       | N       | P       | Gf      | Gs      | G            | V            | N            | P            | Gf           | Gs           | G      | V      | N      | P      | Gf     | Gs     | G      | V      | N      | P      | Gf     | Gs     | DR  |
| --------------------- | ----- | ------- | ------- | ------- | ------- | ------- | ------- | ------------ | ------------ | ------------ | ------------ | ------------ | ------------ | ------ | ------ | ------ | ------ | ------ | ------ | ------ | ------ | ------ | ------ | ------ | ------ | --- |
| Serie A1              | 43    | 9       | 7       | 0       | 2       | 102     | 56      | 9            | 7            | 1            | 1            | 94           | 49           | 0      | 0      | 0      | 0      | 0      | 0      | 18     | 14     | 1      | 3      | 196    | 105    | +91 |
| Playoff               | -     | 2       | 1       | 0       | 1       | 18      | 15      | 0            | 0            | 0            | 0            | 0            | 0            | 0      | 0      | 0      | 0      | 0      | 0      | 2      | 1      | 0      | 1      | 18     | 15     | +3  |
| Coppa Italia          | -     | 0       | 0       | 0       | 0       | 0       | 0       | 5            | 1            | 0            | 4            | 41           | 52           | 0      | 0      | 0      | 0      | 0      | 0      | 5      | 1      | 0      | 4      | 41     | 52     | -11 |
| LEN Euro League Women | -     | 0       | 0       | 0       | 0       | 0       | 0       | 3            | 1            | 0            | 2            | 20           | 29           | 0      | 0      | 0      | 0      | 0      | 0      | 3      | 1      | 0      | 2      | 20     | 29     | -9  |
| Totale                | -     | 11      | 8       | 0       | 3       | 120     | 71      | 17           | 9            | 1            | 7            | 155          | 130          | 0      | 0      | 0      | 0      | 0      | 0      | 28     | 17     | 1      | 10     | 275    | 201    | +74 |

### Classifica marcatori
| Tot. | Giocatrice        | A1 | CI | EL |
| ---- | ----------------- | -- | -- | -- |
| 64   | Arianna Garibotti | 61 | 0  | 3  |
| 45   | Silvia Bosurgi    | 24 | 19 | 2  |
| 39   | Rosaria Aiello    | 34 | 0  | 5  |
| 36   | Ursula Gitto      | 26 | 7  | 3  |
| 31   | Federica Radicchi | 31 | 0  | 0  |
| 27   | Alessia Morvillo  | 17 | 8  | 2  |
| 16   | Marina Zablith    | 13 | 0  | 3  |
| 13   | Simona D'Agata    | 5  | 6  | 2  |
| 5    | Teresa Marchetti  | 0  | 5  | 0  |
| 4    | Laura Lopez       | 3  | 1  | 0  |
| 3    | Tania Villari     | 0  | 3  | 0  |
| 1    | Sara Zaffina      | 1  | 0  | 0  |
| 1    | Bianca Majolino   | 0  | 1  | 0  |